# Asikkala
Asikkala es un municipio de Finlandia. Su asentamiento principal es Vääksy.

## Geografía y localización
Está localizado en la provincia de Finlandia Meridional y es parte de la región de Päijänne Tavastia. Otras zonas pobladas son Kalkkinen, Kopsuo, Kurhila, Urajärvi y Vähä-äiniö.
Cubre un área de 755,54 km², de los cuales 192,13 km² corresponden a agua.

## Demografía
El municipio tiene una población de 8,297 (2016), con una densidad de población de 14,73 habitantes por km².
El idioma utilizado es el finés desde 1996.

## Política
Resultados de las elecciones parlamentarias de 2011 en Asikkala:
- Verdaderos Finlandeses   26.8%
- Partido del Centro   20.8%
- Coalición nacional   20.5%
- Partido Socialdemócrata de Finlandia   15.2%
- Demócrata Cristianos   8.1%
- Alianza de la Izquierda dejada 4.0%
- Liga verde   3.7%